# Carlo Girometta
Carlo Girometta (9 de novembro de 1913 - 10 de junho de 1989) foi um futebolista italiano, campeão olímpico pela Seleção Italiana de Futebol nos Jogos Olímpicos de 1936.